# Mr. Vampire
Mr. Vampire, también conocida como Geung-si Sin-sang, es una película de comedia de horror de Hong Kong de 1985 dirigida por Ricky Lau y producida por Sammo Hung.
El éxito en taquilla de la película llevó a la creación de una franquicia de Mr. Vampire, con el lanzamiento de cuatro secuelas dirigidas por Ricky Lau de 1986 a 1992 y por películas de temática similar con directores diferentes lanzadas entre 1987 y 1991.
El tema musical de la película, Gwai San Noeng (鬼新娘; Novia Fantasma), fue interpretado por el Coro Jie'er (傑兒合唱團).

## Argumento
El sacerdote taoísta Kau preside el funeral de un rico fallecido. Junto con sus ineptos estudiantes Man-choi y Chau-sang, Kau descubre que el cadáver está casi intacto y aparenta estar vivo. Intentan impedir que el cadáver se levante dibujando líneas mágicas en el ataúd, pero el cadáver se libera y se convierte en un geung si («vampiro saltarín» en chino).
El vampiro se escapa y empieza a matar a muchas personas mientras Kau y sus estudiantes intentan detenerlo. En una batalla, Man-choi es mordido por el vampiro e infectado por el «virus  vampiro», provocando que casi se convierta en vampiro. Mientras tanto, Chau-sang es seducido por una mujer fantasma y casi pierde su alma. Kau pasa un mal rato resolviendo los problemas de sus alumnos y tratando de poner fin a matanza del vampiro.

## Reparto
| Actor              | Personaje                                            | Notas |
| ------------------ | ---------------------------------------------------- | --- |
| Lam Ching-ying     | Maestro Kau (九叔)                                   | El sacerdote taoísta de una sola ceja, especialista en artes sobrenaturales                                                      |
| Ricky Hui          | Man-choi (文才)                                      | Discípulo de Kau |
| Chin Siu-ho        | Chau-sang (秋生)                                     | Discípulo de Kau |
| Moon Lee           | Ting-ting (婷婷)                                     | La hija del maestro Yam |
| Huang Ha           | Maestro Yam (任老爺)                                 | un hombre rico. Aparentemente es asesinado por el vampiro, se levanta de la tumba                                                |
| Anthony Chan       | el Sacerdote Cuatro Ojos (四目道長)                  | Amigo de Kau. Usa magia para controlar a los cadáveres "saltarines" y transportarlos a sus lugares de origen para ser sepultados |
| Yuen Wah           | El Vampiro “Padre”                                   | vampiro del maestro Yam |
| Wong Siu-fung      | Jade (董小玉)                                        | Un fantasma femenino que seduce Chau-sang                                                                                        |
| Billy Lau          | Wai (阿威)                                           | El inspector de policía cobarde. También es primo de Ting ting                                                                   |
| Ho Pak-kwong       | Un habitante de la villa                             | |
| Ka Lee             | El vigilante nocturno                                | |
| Wu Ma              | El propietario de la tienda de arroz                 | |
| Wong Wan-si        | La esposa del propietario de la tienda de arroz      | |
| Tin Kai-Man        | El hijo idiota del propietario de la tienda de arroz | |
| Yuen Miu           | Un policía                                           | |
| Yuen Biao          | Un cadáver "saltarín"                                | |
| Pang Yun-cheung    | Un policía                                           | |
| Chow Gam-kong      | Un policía                                           | |
| Chin Sing-wai      | Un policía                                           | |
| Cheung Wing-cheung |                                                      | |

## Producción
Se consideró un gran éxito en su momento, tanto en Hong Kong como fuera de las fronteras, hasta el punto de ser considerada como película de culto por los aficionados del cine de Hong Kong,
Mr. Vampire engendro cuatro secuelas, inspiró numerosas parodias y películas de homenaje. La película lanzó al personaje de Lam Ching ying, el exorcista taoísta de una sola ceja, que sería retratado no sólo en las secuelas de  Mr. Vampire , sino también en muchas otras películas, incluso las que no estaban relacionadas con el tema de lo sobrenatural.

## Premios y nominaciones.
Mr. Vampire ganó el premio de Mejor Banda Sonora Original de una Película en la 5ª premiación de Películas de Hong Kong en 1986. También fue nominado en las siguientes 11 Categorías:
- Mejor Película
- Mejor Director (Ricky Lau)
- Mejor Actor Secundario(Lam Ching-ying, Billy Lau)
- Mejor Nuevo Talento (Billy Lau)
- Mejor Guion (Wong Ying, Barry Wong, Sze-to Cheuk-hon)
- Mejor Cinematografía (Peter Ngor)
- Mejor Dirección de Arte (Lam Sai-lok)
- Mejor Dirección de Acción (Sammo Hung Stunt Team)
- Mejor Canción Original para una película (Gwai San Noeng)

## Secuelas
Mr. Vampire generó una serie de secuelas. La mayoría no están relacionadas con la primera película pero se basa en el mismo tema. El mismo elenco aparece en algunas películas, pero no repiten sus mismos roles. En otras películas del género de vampiro chino aparece el personaje de Lam Ching ying, tales como Encuentros tenebrosos del tipo II (1990) y Policía Mágico (1990), o Vampiro vs Vampiro (1989), dirigida por él mismo Lam, que no tienen ninguna relación con la franquicia Mr. Vampire. Incluso, Lam llegó a usar su nombre real para su personaje en algunas de las películas en las que el actuó.
Una serie de televisión relacionada de título Experto en vampiros  (殭屍道長) protagonizada por Lam Ching ying fue transmitido de 1996 a 1997. Sin embargo, durante la filmación de la tercera temporada, Lam desarrolló cáncer de hígado y falleció antes de que el proyecto fue completado. La primera temporada Mi cita con un Vampiro, una serie de televisión producida por Asia Television Limited, fue especialmente dedicada a Lam, y el guion está basado en los eventos futuros de Experto en vampiros.